# Negyedik Fico-kormány
A negyedik Fico-kormány Szlovákia koalíciós kormánya 2023. október 25-től. A kormánykoalíciót három párt alkotja: a baloldali nacionalista Irány – Szociáldemokrácia (Smer–SD), a baloldali Hang – Szociáldemokrácia (Hlas–SD) és a szélsőjobboldali Szlovák Nemzeti Párt (SNS). A miniszterelnök Robert Fico.

## Megalakulása
Bár az előrehozott 2023-as szlovákiai parlamenti választást az öt és fél év után hatalomba visszatérő Robert Fico vezette Irány – Szociáldemokrácia nyerte, mégis a harmadik helyezett Hang – Szociáldemokrácia vezetője, Peter Pellegrini került „királycsináló” pozícióba, mert választhatott, hogy egy hárompárti (Smer–Hlas–SNS), vagy egy négypárti (PS–Hlas–KDH–SaS) koalícióban kíván részt venni. Pellegrini az előbbi mellett döntött, de az új kormányban már nem akart részt venni, mivel közismerten rossz viszonyban volt Robert Ficóval a Hlas Smerből való kiválása óta. Pellegrini a parlament elnöke lett, ami ugródeszkaként szolgált számára a 2024-es szlovákiai elnökválasztáshoz, ahol a kormánykoalíció jelöltje lett. Andrej Danko, az SNS elnöke a parlament alelnöke lett.

## Összetétel
A negyedik Fico-kormány 2023. október 25-én alakult meg.
| Név                                                                       | Hivatal kezdete   | Hivatal vége   | Párt           | Megjegyzés     |
| Miniszterelnök                                                            | Miniszterelnök    | Miniszterelnök | Miniszterelnök | Miniszterelnök |
| ------------------------------------------------------------------------- | ----------------- | -------------- | -------------- | -------------- |
| Robert Fico                                                               | 2023. október 25. |                | Smer–SD        | pártelnök      |
| Miniszterelnök-helyettes                                                  |                   |                |                |                |
| Peter Kmec                                                                | 2023. október 25. |                | Hlas–SD        |                |
| Pénzügyminiszter                                                          |                   |                |                |                |
| Ladislav Kamenický                                                        | 2023. október 25. |                | Hlas–SD        |                |
| Külügyminiszter                                                           |                   |                |                |                |
| Juraj Blanár                                                              | 2023. október 25. |                | Smer–SD        |                |
| Belügyminiszter                                                           |                   |                |                |                |
| Matúš Šutaj Eštok                                                         | 2023. október 25. |                | Hlas–SD        |                |
| Gazdasági miniszter                                                       |                   |                |                |                |
| Denisa Saková                                                             | 2023. október 25. |                | Hlas–SD        |                |
| Beruházási, regionális fejlesztési és informatizációért felelős miniszter |                   |                |                |                |
| Richard Raši                                                              | 2023. október 25. |                | Hlas–SD        |                |
| Közlekedési miniszter                                                     |                   |                |                |                |
| Jozef Ráž                                                                 | 2023. október 25. |                | Smer–SD        |                |
| Mezőgazdasági és vidékfejlesztési miniszter                               |                   |                |                |                |
| Richard Takáč                                                             | 2023. október 25. |                | Smer–SD        |                |
| Védelmi miniszter                                                         |                   |                |                |                |
| Robert Kaliňák                                                            | 2023. október 25. |                | Smer–SD        |                |
| Igazságügy-miniszter                                                      |                   |                |                |                |
| Boris Susko                                                               | 2023. október 25. |                | Smer–SD        |                |
| Környezetvédelmi miniszter                                                |                   |                |                |                |
| Tomáš Taraba                                                              | 2023. október 25. |                | SNS            |                |
| Egészségügyi miniszter                                                    |                   |                |                |                |
| Zuzana Dolinková                                                          | 2023. október 25. |                | Hlas–SD        |                |
| Oktatási miniszter                                                        |                   |                |                |                |
| Tomáš Drucker                                                             | 2023. október 25. |                | Hlas–SD        |                |
| Kulturális miniszter                                                      |                   |                |                |                |
| Martina Šimkovičová                                                       | 2023. október 25. |                | SNS            |                |
| Turizmusért és sportért felelős miniszter                                 |                   |                |                |                |
| Dušan Keketi                                                              | 2024. február 1.  |                | SNS            |                |

## Tevékenysége
2023.október 25-én Fico pártja megnyerte a parlamenti választást és koalíciós kormányt alakított a Hlas-SD és SNS pártokkal. Zuzana Čaputová köztársasági elnök kinevezte miniszterelnöknek. Az első lépese az volt, hogy megváltoztatta a Btk.t és megszüntette a Különleges Ügyészséget. A 2022-es SMER-SD pártkongresszuson Fico kijelentette, hogy Szlovákiának semmi köze az ukrajnai háborúhoz, és "ha a Smer megnyeri a következő választást, és a háború folytatódik, akkor csak a humanitárius segélyt támogatjuk, és egyetlen golyót sem küldünk oda".  2023 novemberében a kormány egyhangúlag úgy határozott, hogy megtagadja katonai fegyverek és lőszerek Ukrajnába küldését, ezzel leállítva a 14. állami katonai segélycsomagot Ukrajnának. Közvetlenül a kormányalakítás után Fico miniszterelnökként részt vett az Európai Tanács ülésén , amely előtt sértegette Ukrajnát, „a világ egyik legkorruptabb országának” nevezve.  A csúcs előtti ellentmondó nyilatkozatok ellenére Fico az Európai Tanács többi tagjával együtt egyhangúlag megszavazta Oroszország Ukrajna elleni agresszív háborúját, vállalta, hogy fenntartható katonai támogatást nyújt. Ezután nagy tüntetések zajlottak Fico kormánya ellen oroszbarát politikája miatt. 2024. május 15-én merényletet kísérelt meg ellene egy szlovák nyugdíjas, Juraj Cintula. Tettét azzal indokolta, hogy nem ért egyet a kormány politikájával. 
2024. november 1-jén Kínába látogatott. Elmondása szerint a tárgyalások elsősorban energetikai és infrastrukturális projektekre vonatkoztak. Fico szerint a külpolitikát érintő kérdések egyik kiemelt témája az ukrajnai konfliktus volt. Mint hozzátette, Kína meghatározó szerepet játszhat benne. Ezután kormányválság kezdődött. A válság októberben kezdődött, amikor a Szlovák Nemzeti Párt (SNS) három képviselője kivált a parlamenti frakcióból, miután nem kapták meg követelt miniszteri pozíciójukat. Decemberben az államfővé választásáig Peter Pellegrini által vezetett Hang (Hlas-SD) négy képviselője szintén lázadni kezdett, bírálva a kormány Moszkvához való közeledését és szimbolikus kijevi látogatást terveztek tiltakozásképpen.
A koalíció ezzel mindössze 76 képviselős többségre zsugorodott a 150 fős parlamentben.
Végül sikerult megeggyezniük a minisztériumok elosztásáról és megoldódott a válság. 2025 május 9-én Moszkvába látogatott a Győzelem Napi ünnepség miatt. Alkotmánymódosítást is tervez, de ezt egyenlőre nem sikerült elérnie. 
Források: Wikipedia sk, Infostart.hu.

## Külső hivatkozások
- Kinevezték Robert Fico új kormányát, néhány kétes alak is helyet kapott benne – Népszava, 2023. október 25.